# Felix Breisach
Felix Breisach (* 23. März 1961 in Graz) ist ein österreichischer Regisseur und Produzent mit dem Schwerpunkt auf Kulturdokumentationen und Künstlerporträts. Breisach lebt und arbeitet in Wien.

## Leben
Felix Breisach ist ein Sohn des Schriftstellers, Kulturmanagers und Rundfunk-Intendanten Emil Breisach. Ab 1983 arbeitete Felix Breisach als Aufnahmeleiter und Produktionsleiter für den ORF, in weiterer Folge für BBC, RAI, ZDF und für amerikanische Spielfilmproduktionen. Praktika absolvierte er bei Herbert Wise in London und beim ZDF in München.
Von 1986 bis 1990 war Felix Breisach als Redakteur beim ORF in der Redaktion der Kunst-Stücke angestellt. Zu seinem Tätigkeitsbereich zählten die Erarbeitung von nationalen und internationalen Kulturthemen und deren Umsetzung.
Seit 1990 ist Felix Breisach als freier Produzent und Regisseur tätig und hat im Zuge dessen für Fernsehsender gearbeitet. Er produzierte Dokumentarfilme im Bereich Kunst und Kultur oder führte Regie für ORF, ZDF, NHK, BBC, RAI, WDR, BR, ARTE, ARD, NDR.
Breisach ist Gestalter und Produzent von „an die 150 Dokumentarfilmen“ im Bereich Kunst und Kultur „und ebenso viele mit Oper und Theater“. Insgesamt waren es 500 Sendungen bis März 2014, an denen er gearbeitet hatte. Er produzierte Porträts über Pierre Boulez, Nikolaus Harnoncourt, Thomas Hampson, Franz Welser-Möst, Sven-Eric Bechtolf, Franz Schubert, Johann Strauss, Vito Acconci, Joe Zawinul. Breisach gestaltete acht Mal den Pausenfilm für das Neujahrskonzert der Wiener Philharmoniker.
2014 erschien Felix Breisachs erster Kinofilm. Breisach produzierte gemeinsam mit der israelischen Regisseurin Vanessa Lapa in Koproduktion mit dem ORF und dem israelischen Fernsehsender yes eine Dokumentation über Heinrich Himmler: Der Anständige (engl. The Decent One). Der Dokumentarfilm beruht auf dem Fund von 276 Briefen Himmlers und seiner Frau. Der Film wurde als Best Documentary beim Jerusalem International Film Festival ausgezeichnet und nahm an zahlreichen Filmfestivals teil.
Mit der Grätzl- und Städtereihe Mein Bezirk, in der Prominente über ihre Kindheit in der jeweiligen Ortschaft reden, trifft Breisach seit 2011 auf ein hohes Zuschauerinteresse.

## Filme (Auswahl)
- 2023: Pausenfilm: Anton Bruckner – Eine Entdeckungsreise, beim Neujahrskonzert der Wiener Philharmoniker 2024.[7]
- 2015: Pausenfilm: Der Boulevard – Die Wiener Ringstraße 1865–2015, beim Neujahrskonzert der Wiener Philharmoniker 2015.[8]
- 2014: Mein Graz. Regie: Felix Breisach und Heribert Fuchs, 4. August 2014 in ORF 2.[9]
- 2014: Wo sich Himmel und Erde begegnen. 900 Jahre Stift Klosterneuburg. Buch und Regie: Felix Breisach.[10]
- 2014: Pausenfilm: Backstage, beim Neujahrskonzert der Wiener Philharmoniker 2014.[11]
- 2012: Franz Welser-Möst. Neujahrstag 2013, ORF 2.[12]
- 2011: Auf der Suche nach Mahler. Mit Thomas Hampson, Buch und Regie: Felix Breisach.[13]
- 2009: La Bohème im Hochhaus. Direktübertragung, 29. September 2009, SF 1, TSR 1, RSI LA 1, HD suisse und arte.[14]
- 2004: Johann Strauss – Vater. Das Leben ein Tanz. 60 Min., ORF, arte
- 2003: Die seltsamsten Wiener der Welt. Concentus Musicus zum 50jährigen Bestehen. 45 Min., ORF, BR
- 2002: Hugo Wolf – Nachtwandler und Feuerreiter. Dokumentation, 45 Min., ORF
- 2001: Picassos Friseur. Dokumentation, 60 Min., arte, ORF
- 1997: Schubert 97. Buch und Regie: Felix Breisach, ORF, BR
- 1994: Lester Bowie und das Art Ensemble of Chicago. ARD

## Produktionen (Auswahl)
- 2014: Geschichten aus dem Wienerwald, Bregenzer Festspiele, Bildregie
- 2014: Mozart-Trilogie (konzertant) mit Nikolaus Harnoncourt im Theater an der Wien
- 2013: Christmas in Vienna, Wiener Konzerthaus, Bildregie
- 2013: La fanciulla del West, Wiener Staatsoper
- 2013: Die Entführung aus dem Serail, live aus dem Hangar-7, Bildregie
- 2013: Die Zauberflöte, Bregenzer Festspiele, Bildregie
- 2013: Der Kaufmann von Venedig, Bregenzer Festspiele, Bildregie
- 2013: Ritter Blaubart, Bildregie
- 2013: Spuren der Verwirrten, von Philip Glass, Uraufführung, Bildregie
- 2012: Christmas in Vienna, Wiener Konzerthaus, Bildregie
- 2012: Die Zauberflöte, W.A. Mozart, Neuinszenierung Salzburger Festspiele 2012
- 2012: Ouverture spirituelle. Mozart: Litaniae, Konzert im Dom Salzburger Festspiele 2012
- 2012: Heidelberger Frühling, Operngala mit Thomas Hampson und Luca Pisaroni
- 2011: Falstaff. Oper Zürich, Musikalische Leitung: Daniele Gatti, Inszenierung: Sven-Eric Bechtolf, Bildregie: Felix Breisach
- 2011: Hollywood in Vienna aus dem Wiener Konzerthaus, Bildregie
- 2011: André Chénier, live von den Bregenzer Festspielen, Bildregie
- 2011: Wiener Festwochen im ORF, Bildregie
- 2008: Joe Zawinuls Erdzeit. ORF, Schweizer Fernsehen.[15]
- 2005: Musikalisch Kulinarisch. Giuseppe Verdi / Strauss und Familie. Regie: Georg Madeja, je 45 Min., ORF, 3Sat
- 1997: Erik Satie. Gestaltung: Felix Breisach (Silberne Rose von Montreux in der Kategorie ‹Beste Kulturdokumentation›)

## Auszeichnungen
- 2022: Josef-Krainer-Heimatpreis[16]